# 白鶴まる
白鶴まる（はくつるまる）は、白鶴酒造から発売されている日本酒の銘柄。

## 概要
1984年発売。
日本国内でのトップの人気。
日常に寄り添う酒として売られている。
発売からパッケージのデザインは変更し続けている。
日経POSセレクション平成売上NO.1に選ばれる。